# Mice Follies
«Mice Follies» (рус. Мышиные слабости, Мышки-Фолайс, Мышиные проделки, Мышиные шалости) — 85-й эпизод мультсериала «Том и Джерри», вышедший 4 сентября 1954 года. Основная музыкальная композиция серии — вальс «Спящая красавица» П. И. Чайковского.

## Сюжет
Джерри и Нибблз затапливают кухню водой, которую замораживают с помощью холодильника, устраивая на кухне каток. Они катаются по льду, вдруг просыпается Том и начинает наблюдать за ними. Сбившись на катке с курса, Нибблз отрывает Тому усы, после чего тот ловит его ковром. Том пытается настичь мышей, но поскальзывается на льду. Мыши стремительно закатывают Тома за хвост по льду в шкаф. Залетев туда, кот находит пару коньков. Это помогает Тому ускориться и сохранить равновесие на льду, хотя он всё же продолжает натыкаться на мебель и в конце концов залетает в подвал.
Выбравшись из подвала, Том продолжает попытки поймать мышей. Когда кот почти хватает Джерри, Нибблз размораживает лёд, сбивая Тома с ног и моча его. Джерри забирается на полку, а Том пытается забрызгать его водой из сифона. В этот момент Нибблз запускает быстрое замораживание и покрывает льдом, как пол, так и мокрого Тома, превратившегося в ледяную статую. После этого мыши продолжают развлекаться на льду, выписывая пируэты вокруг обледеневшего кота, который остаётся вращать глазами и следить за шалунами .

## Оценки
По мнению исследователя Майкла Самердика использование классической музыки в серии мультфильмов «Том и Джерри» в данном случае подошло к изящной кульминации. После серий прошлых лет The Cat Concerto и Johann Mouse «Mice Follies» показывает идеальное сочетание созданных в данном мультфильме очаровательных образов с романтической музыкой П. И. Чайковского. По его мнению в данных сериях Уильям Ханна и Джозеф Барбера работали на вершине своих способностей. Серии последующих лет не были так хороши.